# Stará Lesná
Stará Lesná és un poble i municipi d'Eslovàquia. Es troba a la regió de Prešov, al nord del país.

## Història
La primera referència escrita de la vila data del 1294.

## Demografia
| Godina             | 1994 | 2004    | 2014   | 2024   |
| ------------------ | ---- | ------- | ------ | ------ |
| Nombre de persones | 761  | 938     | 1006   | 985    |
| Diferència         |      | +23,25% | +7,24% | −2,08% |

| Godina             | 2023 | 2024   |
| ------------------ | ---- | ------ |
| Nombre de persones | 986  | 985    |
| Diferència         |      | −0,10% |